# Bamse og Vulkanøen
Bamse og Vulkanøen er en svensk animationsfilm fra 2021. Filmen er instrueret af Christian Ryltenius og er baseret på Rune Andreássons tegneserie af samme navn.
Bamse og Vulkanøen er den første film med Rolf Lassgård som Bamse, der overtog rollen fra Peter Haber i den forrige film Bamse og kraftklokkerne (2018). I 2023 blev filmen efterfulgt af Bamse og verdens mindste eventyr.

## Svenske stemmer
- Calle Marthin - fortæller
- Rolf Lassgård - Bamse
- Johan Glans - Lille Skutt
- Johan Ulveson - Skalman
- Rachel Mohlin - Kattja
- Sissela Kyle - biologen Beanka

## Danske stemmer
- Niels Olsen - Bamse
- Henrik Koefoed - Lille Hopsa
- Claus Bue - Ole Opfinder
- Michael Elo - fortæller
- Annevig Schelde Ebbe - øvrig medvirkende
- Jette Sievertsen - øvrig medvirkende